# Lista de arruamentos do Porto
Os arruamentos da cidade do Porto contam-se atualmente em 2 007, sendo que a maioria (69%) são ruas (1 387). Dos outros tipos de arruamento, as travessas, com 217 arruamentos, são as seguintes com maior representação (11%). Seguem-se os largos (4%), praças (3%), bairros (2%), avenidas (1,4%), calçadas (1,4%), vielas (1,3%), pracetas (1,3%), escadas (1%) e ainda outros vinte-e-três tipos de arruamento (5%).
Alguns arruamentos têm nomes de elementos urbanos comuns como jardins, parques, bairros, mercados ou montes. Contudo eles não representam todos os elementos urbanos existentes na cidade do Porto nas suas respetivas categorias, já que nesta lista se apresentam apenas aqueles que são oficialmente considerados pela Câmara Municipal como "arruamentos". Surgem, por exemplo, o Parque São Bartolomeu, o Jardim do Passeio Alegre e o Bairro da Rainha D. Leonor, ao passo que não são considerados o Parque de Serralves, os Jardins do Palácio de Cristal ou o Bairro da Foz, os três reconhecidos pela Câmara, mas não como arruamentos.

## Alamedas (16)
| Arruamento                               | Freguesia(s)                                                                                    | Homenageia                   |
| ---------------------------------------- | ----------------------------------------------------------------------------------------------- | ---------------------------- |
| Alameda de 25 de Abril                   | Paranhos                                                                                        | 25 de Abril de 1974          |
| Alameda Arquitecto Carlos Ramos          | Campanhã                                                                                        | Carlos Ramos                 |
| Alameda das Antas                        | Campanhã                                                                                        |                              |
| Alameda de Aquilino Ribeiro              | Ramalde                                                                                         | Aquilino Ribeiro             |
| Alameda de Basílio Teles                 | União das freguesias de Lordelo do Ouro e Massarelos                                            | Basílio Teles                |
| Alameda dos Capitães de Abril            | União das freguesias de Cedofeita, Santo Ildefonso, Sé, Miragaia, S. Nicolau e Vitória          | Movimento dos Capitães       |
| Alameda de Cartes                        | Campanhã                                                                                        |                              |
| Alameda da Cidade                        | Campanhã                                                                                        |                              |
| Alameda de Cláudio Carneiro              | Bonfim                                                                                          | Cláudio Carneiro             |
| Alameda do Dr. António Macedo            | Ramalde                                                                                         | António Macedo               |
| Alameda do Dr. Fernando de Azeredo Antas | União das freguesias de Aldoar, Foz do Douro e Nevogilde                                        | Fernando de Azeredo Antas    |
| Alameda de Eça de Queirós                | Bonfim                                                                                          | José Maria de Eça de Queirós |
| Alameda das Fontainhas                   | Bonfim e União das freguesias de Cedofeita, Santo Ildefonso, Sé, Miragaia, S. Nicolau e Vitória |                              |
| Alameda de Manuel d'Arriaga              | União das freguesias de Lordelo do Ouro e Massarelos                                            | Manuel de Arriaga            |
| Alameda do Prof. Hernâni Monteiro        | Paranhos                                                                                        | Hernâni Monteiro             |
| Alameda do Prof. Ruy Luís Gomes          | Aldoar                                                                                          | Ruy Luís Gomes               |

## Avenidas (30)
| Arruamento                                    | Freguesia(s) | Homenageia                              |
| --------------------------------------------- | --- | --------------------------------------- |
| Avenida 25 de Abril                           | Campanhã | 25 de Abril de 1974                     |
| Avenida da Associação Empresarial de Portugal | Ramalde | Associação Empresarial de Portugal      |
| Avenida da Boavista                           | União das freguesias de Aldoar, Foz do Douro e Nevogilde, União das freguesias de Lordelo do Ouro e Massarelos, União das freguesias de Cedofeita, Santo Ildefonso, Sé, Miragaia, S. Nicolau e Vitória e Ramalde |                                         |
| Avenida da França                             | União das freguesias de Cedofeita, Santo Ildefonso, Sé, Miragaia, S. Nicolau e Vitória | República Francesa                      |
| Avenida de Camilo                             | Bonfim | Camilo Castelo Branco                   |
| Avenida da Cidade de Léon                     | Campanhã | Léon                                    |
| Avenida dos Combatentes da Grande Guerra      | Paranhos e Bonfim | Combatentes da Primeira Guerra Mundial  |
| Avenida de D. Afonso Henriques                | União das freguesias de Cedofeita, Santo Ildefonso, Sé, Miragaia, S. Nicolau e Vitória | D. Afonso Henriques                     |
| Avenida de D. Carlos I                        | Foz do Douro | D. Carlos I                             |
| Avenida de D. João II                         | Paranhos | D. João II                              |
| Avenida de Fernão de Magalhães                | Bonfim, Campanhã e Paranhos | Fernão de Magalhães                     |
| Avenida de Fontes Pereira de Melo             | Ramalde | António Maria de Fontes Pereira de Melo |
| Avenida de Francisco Xavier Esteves           | Campanhã | Francisco Xavier Esteves                |
| Avenida de Gustavo Eiffel                     | Bonfim, Campanhã e União das freguesias de Cedofeita, Santo Ildefonso, Sé, Miragaia, S. Nicolau e Vitória | Gustavo Eiffel                          |
| Avenida de Montevideu                         | União das freguesias de Aldoar, Foz do Douro e Nevogilde | Montevideu                              |
| Avenida de Nun'Álvares Pereira                | União das freguesias de Aldoar, Foz do Douro e Nevogilde | Nuno Álvares Pereira                    |
| Avenida de Paiva Couceiro                     | Bonfim e Campanhã | Henrique Mitchell de Paiva Couceiro     |
| Avenida de Rodrigues de Freitas               | Bonfim e União das freguesias de Cedofeita, Santo Ildefonso, Sé, Miragaia, S. Nicolau e Vitória | José Joaquim Rodrigues de Freitas       |
| Avenida de Sidónio Pais                       | Ramalde | Sidónio Pais                            |
| Avenida de Vasco da Gama                      | Ramalde | Vasco da Gama                           |
| Avenida de Vímara Peres                       | União das freguesias de Cedofeita, Santo Ildefonso, Sé, Miragaia, S. Nicolau e Vitória | Vímara Peres                            |
| Avenida do Bessa                              | Ramalde | Estádio do Bessa                        |
| Avenida do Brasil (Porto)                     | União das freguesias de Aldoar, Foz do Douro e Nevogilde | República Federativa do Brasil          |
| Avenida do Conselho da Europa                 | Ramalde | Conselho da Europa                      |
| Avenida do Dr. Antunes Guimarães              | Aldoar e Ramalde | João Antunes Guimarães                  |
| Avenida do Marechal Gomes da Costa            | União das freguesias de Aldoar, Foz do Douro e Nevogilde e Lordelo do Ouro | Manuel Gomes da Costa                   |
| Avenida do Parque                             | Aldoar | Parque da Cidade do Porto               |
| Avenida dos Aliados                           | União das freguesias de Cedofeita, Santo Ildefonso, Sé, Miragaia, S. Nicolau e Vitória | Aliados da Primeira Guerra Mundial      |
| Avenida Flor da Rosa                          | Paranhos |                                         |
| Avenida José Domingues dos Santos             | Campanhã | José Domingues dos Santos               |

## Bairros (33)
| Arruamento                                            | Freguesia(s)                                             | Homenageia                                         |
| ----------------------------------------------------- | -------------------------------------------------------- | -------------------------------------------------- |
| Bairro da Agra do Amial                               | Paranhos                                                 |                                                    |
| Bairro da Fonte da Moura                              | Aldoar                                                   |                                                    |
| Bairro da Pasteleira                                  | Lordelo do Ouro                                          |                                                    |
| Bairro da Rainha D. Leonor (Bairro de Sobreiras)      | União das freguesias de Aldoar, Foz do Douro e Nevogilde | D. Leonor de Avis, Rainha de Portugal              |
| Bairro de Casas Económicas da Azenha                  | Paranhos                                                 |                                                    |
| Bairro de Casas Económicas da Boavista-Vilarinha      | Ramalde                                                  |                                                    |
| Bairro de Casas Económicas das Condominhas            | Lordelo do Ouro                                          |                                                    |
| Bairro de Casas Económicas de António Aroso           | Aldoar                                                   | António Aroso                                      |
| Bairro de Casas Económicas de Marechal Gomes da Costa | Lordelo do Ouro                                          | Manuel Gomes da Costa                              |
| Bairro de Casas Económicas de Paranhos                | Paranhos                                                 |                                                    |
| Bairro de Casas Económicas do Amial                   | Paranhos                                                 |                                                    |
| Bairro de Casas Económicas do Ilhéu                   | Campanhã                                                 |                                                    |
| Bairro de Costa Cabral                                | Campanhã                                                 | António Bernardo da Costa Cabral, Marquês de Tomar |
| Bairro de Francos                                     | Ramalde                                                  |                                                    |
| Bairro de Manuel Cardoso Agrelos                      | Aldoar                                                   | Manuel Cardoso Agrelos                             |
| Bairro de Pio XII                                     | Campanhã                                                 | Papa Pio XII                                       |
| Bairro de Ramalde                                     | Ramalde                                                  |                                                    |
| Bairro de São João de Deus                            | Campanhã                                                 | São João de Deus                                   |
| Bairro de São Roque da Lameira                        | Campanhã                                                 | São Roque                                          |
| Bairro de São Vicente de Paulo                        | Campanhã                                                 | São Vicente de Paulo                               |
| Bairro de Santo Eugénio                               | Ramalde                                                  | Papa Eugénio I                                     |
| Bairro do Aleixo                                      | Lordelo do Ouro                                          |                                                    |
| Bairro do Bom Sucesso                                 | Massarelos                                               | Nossa Senhora do Bom Sucesso                       |
| Bairro do Carvalhido                                  | Paranhos                                                 |                                                    |
| Bairro do Cerco do Porto                              | Campanhã                                                 | Cerco do Porto                                     |
| Bairro do Dr. Nuno Pinheiro Torres                    | Lordelo do Ouro                                          | Nuno Pinheiro Torres                               |
| Bairro do Falcão                                      | Campanhã                                                 |                                                    |
| Bairro do Lagarteiro                                  | Campanhã                                                 |                                                    |
| Bairro do Leal                                        | Santo Ildefonso                                          |                                                    |
| Bairro do Outeiro                                     | Paranhos                                                 |                                                    |
| Bairro do Regado                                      | Paranhos                                                 |                                                    |
| Bairro do Viso                                        | Ramalde                                                  |                                                    |
| Bairro Herculano                                      | Sé                                                       | Alexandre Herculano                                |

## Becos (19)
| Arruamento             | Freguesia(s)                                             | Homenageia                             |
| ---------------------- | -------------------------------------------------------- | -------------------------------------- |
| Beco Central           | União das freguesias de Aldoar, Foz do Douro e Nevogilde |                                        |
| Beco da Bela Vista     | União das freguesias de Aldoar, Foz do Douro e Nevogilde |                                        |
| Beco da Beneditina     | União das freguesias de Aldoar, Foz do Douro e Nevogilde |                                        |
| Beco da Senhora da Luz | União das freguesias de Aldoar, Foz do Douro e Nevogilde | Nossa Senhora da Luz                   |
| Beco de Bonjóia        | Campanhã                                                 |                                        |
| Beco de Carreiras      | Aldoar                                                   |                                        |
| Beco de Passos Manuel  | Santo Ildefonso                                          | Passos Manuel (Manuel da Silva Passos) |
| Beco de S. João da Foz | União das freguesias de Aldoar, Foz do Douro e Nevogilde | São João Batista                       |
| Beco de S. Macário     | Massarelos                                               | São Macário                            |
| Beco de S. Marçal      | Santo Ildefonso                                          | São Marçal de Limoges                  |
| Beco do Arrabalde      | Sé                                                       |                                        |
| Beco do Campo          | Campanhã                                                 |                                        |
| Beco do Campo Alegre   | Lordelo do Ouro                                          |                                        |
| Beco do Machado        | Ramalde                                                  |                                        |
| Beco do Meiral         | Campanhã                                                 |                                        |
| Beco do Outeiro        | Lordelo do Ouro                                          |                                        |
| Beco do Paço           | Miragaia                                                 |                                        |
| Beco do Pedregulho     | Santo Ildefonso                                          |                                        |
| Beco do Preto          | Miragaia                                                 |                                        |

## Burgais (2)
| Arruamento      | Freguesia(s) | Homenageia |
| --------------- | ------------ | ---------- |
| Burgal de Baixo | Foz do Douro |            |
| Burgal de Cima  | Foz do Douro |            |

## Cais (6)
| Arruamento        | Freguesia(s)    | Homenageia     |
| ----------------- | --------------- | -------------- |
| Cais da Alfândega | Massarelos      | Alfândega Nova |
| Cais da Estiva    | São Nicolau     |                |
| Cais da Ribeira   | São Nicolau     | Ribeira        |
| Cais das Pedras   | Massarelos      |                |
| Cais do Bicalho   | Massarelos      |                |
| Cais do Ouro      | Lordelo do Ouro |                |
| Cais dos Guindais | São Nicolau     |                |

## Calçadas (28)
| Arruamento                    | Freguesia(s)          | Homenageia                      |
| ----------------------------- | --------------------- | ------------------------------- |
| Calçada da Arrábida           | Massarelos            |                                 |
| Calçada da Boa Viagem         | Massarelos            | Nossa Senhora da Boa Viagem     |
| Calçada da Póvoa              | Bonfim                |                                 |
| Calçada da Ranha              | Campanhã              |                                 |
| Calçada das Carquejeiras      | Bonfim e Sé           | Carquejeiras (profissão)        |
| Calçada das Laranjeiras       | Foz do Douro          |                                 |
| Calçada das Virtudes          | Miragaia              |                                 |
| Calçada de Chaves de Oliveira | Campanhã              | Chaves de Oliveira              |
| Calçada de D. Pedro Pitões    | Sé                    | Pedro II Pitões, Bispo do Porto |
| Calçada de Godim              | Bonfim e Campanhã     |                                 |
| Calçada de João do Carmo      | Lordelo do Ouro       |                                 |
| Calçada de Maceda             | Campanhã              |                                 |
| Calçada de Marques Marinho    | Cedofeita             | Marques Marinho                 |
| Calçada de Monchique          | Massarelos e Miragaia |                                 |
| Calçada de Nova Sintra        | Bonfim                |                                 |
| Calçada de São Pedro          | Campanhã              | São Pedro                       |
| Calçada de Serrúbia           | Foz do Douro          |                                 |
| Calçada de Sobre-o-Douro      | Massarelos            |                                 |
| Calçada de Vandoma            | Sé                    |                                 |
| Calçada do Calvário           | Campanhã              | Calvário                        |
| Calçada do Carregal           | Miragaia              |                                 |
| Calçada do Forno Velho        | São Nicolau           |                                 |
| Calçada do Leal               | Santo Ildefonso       |                                 |
| Calçada do Monte da Lapa      | Cedofeita             | Monte da Lapa                   |
| Calçada do Monte de S. João   | Paranhos              | Monte de São João               |
| Calçada do Ouro               | Lordelo do Ouro       |                                 |
| Calçada do Rego Lameiro       | Bonfim e Campanhã     |                                 |
| Calçada dos Ingleses          | Foz do Douro          |                                 |

## Caminhos (2)
| Arruamento               | Freguesia(s) | Homenageia |
| ------------------------ | ------------ | ---------- |
| Caminho da Fonte de Cima | Foz do Douro |            |
| Caminho das Congostas    | Ramalde      |            |

## Campos (4)
| Arruamento                        | Freguesia(s)       | Homenageia                 |
| --------------------------------- | ------------------ | -------------------------- |
| Campo da Asprela                  | Paranhos           |                            |
| Campo de Vinte e Quatro de Agosto | Bonfim             | Revolução liberal do Porto |
| Campo do Rou                      | Massarelos         |                            |
| Campo dos Mártires da Pátria      | Miragaia e Vitória |                            |

## Colónias (4)
| Arruamento                       | Freguesia(s) | Homenageia          |
| -------------------------------- | ------------ | ------------------- |
| Colónia de Antero de Quental     | Campanhã     | Antero de Quental   |
| Colónia de Estêvão Vasconcelos   | Ramalde      | Estêvão Vasconcelos |
| Colónia de Viterbo de Campos     | Massarelos   | Viterbo de Campos   |
| Colónia do Dr. Manuel Laranjeira | Paranhos     | Manuel Laranjeira   |

## Escadas (24)
| Arruamento                                | Freguesia(s)           | Homenageia                                                        |
| ----------------------------------------- | ---------------------- | ----------------------------------------------------------------- |
| Escadas Carolina Michaelis de Vasconcelos | Cedofeita              | Carolina Michaelis de Vasconcelos                                 |
| Escadas da Igreja                         | Foz do Douro           |                                                                   |
| Escadas da Rainha                         | Sé                     | Rainha D. Teresa                                                  |
| Escadas da Sé                             | Sé                     | Sé Catedral do Porto                                              |
| Escadas da Vitória                        | São Nicolau e Vitória  | Nossa Senhora da Vitória                                          |
| Escadas das Padeiras                      | São Nicolau            |                                                                   |
| Escadas das Sereias                       | Miragaia               | Palácio das Sereias                                               |
| Escadas das Verdades                      | São Nicolau e Sé       |                                                                   |
| Escadas de S. Francisco de Borja          | São Nicolau            | São Francisco de Borja                                            |
| Escadas do Adro                           | Massarelos             |                                                                   |
| Escadas do Barredo                        | São Nicolau e Sé       |                                                                   |
| Escadas do Caminho Novo                   | Miragaia e São Nicolau |                                                                   |
| Escadas do Cidral de Baixo                | Miragaia               |                                                                   |
| Escadas do Cidral de Cima                 | Miragaia               |                                                                   |
| Escadas do Codeçal                        | São Nicolau e Sé       |                                                                   |
| Escadas do Colégio                        | São Nicolau e Sé       | Igreja e Colégio de São Lourenço (Convento dos Grilos)            |
| Escadas do Gólgota                        | Massarelos             |                                                                   |
| Escadas do Monte Cativo                   | Cedofeita              | Monte Cativo                                                      |
| Escadas do Monte dos Judeus               | Miragaia               | Monte dos Judeus                                                  |
| Escadas do Pinheiro                       | Cedofeita              |                                                                   |
| Escadas do Recanto                        | São Nicolau            |                                                                   |
| Escadas do Roleto                         | Massarelos             |                                                                   |
| Escadas dos Armazéns                      | Miragaia               | Armazéns da Companhia Geral de Agricultura e Vinhas do Alto Douro |
| Escadas dos Guindais                      | Sé                     |                                                                   |

## Esplanadas (2)
| Arruamento           | Freguesia(s) | Homenageia                                                  |
| -------------------- | ------------ | ----------------------------------------------------------- |
| Esplanada do Castelo | Foz do Douro | Forte de São Francisco Xavier do Queijo (Castelo do Queijo) |
| Esplanada do Molhe   | Nevogilde    | Molhe de Carreiros                                          |

## Estradas (4)
| Arruamento               | Freguesia(s)                                    | Homenageia |
| ------------------------ | ----------------------------------------------- | ---------- |
| Estrada da Circunvalação | Aldoar, Campanhã, Nevogilde, Paranhos e Ramalde |            |
| Estrada de Gondomar      | Campanhã                                        | Gondomar   |
| Estrada Nacional 108     | Campanhã                                        |            |
| Estrada Nacional 209     | Campanhã                                        |            |

## Grupos de Moradias Populares (2)
| Arruamento                                        | Freguesia(s) | Homenageia       |
| ------------------------------------------------- | ------------ | ---------------- |
| Grupos de Moradias Populares do Eng.º Machado Vaz | Campanhã     | José Machado Vaz |
| Grupos de Moradais Populares do Carriçal          | Paranhos     |                  |

## Jardins (13)
| Arruamento                                             | Freguesia(s)    | Homenageia                          |
| ------------------------------------------------------ | --------------- | ----------------------------------- |
| Jardim de Antero de Figueiredo                         | Foz do Douro    | Antero de Figueiredo                |
| Jardim de Arnaldo Gama                                 | Sé              | Arnaldo Gama                        |
| Jardim de Belém                                        | Campanhã        |                                     |
| Jardim de Carrilho Videira (Jardim do Carregal)        | Miragaia        | José Carrilho Videira               |
| Jardim de Guedes de Oliveira                           | Bonfim          | Henrique António Guedes de Oliveira |
| Jardim de João Chagas (Jardim da Cordoaria)            | Vitória         | João Chagas                         |
| Jardim de Marques de Oliveira (Jardim de São Lázaro)   | Santo Ildefonso | João Marques de Oliveira            |
| Jardim de Teófilo Braga (Jardim da Praça da República) | Cedofeita       | Teófilo Braga                       |
| Jardim do Moreda                                       | Bonfim          |                                     |
| Jardim do Passeio Alegre                               | Foz do Douro    |                                     |
| Jardim Machado de Asis (Jardim do Foco)                | Ramalde         | Joaquim Maria Machado de Assis      |
| Jardim Severo Portela                                  | Campanhã        | Severo Portela                      |
| Jardim de Sophia                                       | Massarelos      | Sophia de Mello Breyner Andersen    |
|                                                        |                 |                                     |

## Largos (78)
ver Anexo:Lista de largos do Porto

## Mercados (5)
| Arruamento                 | Freguesia(s)    | Homenageia                   |
| -------------------------- | --------------- | ---------------------------- |
| Mercado da Foz             | Foz do Douro    |                              |
| Mercado do Bolhão          | Santo Ildefonso |                              |
| Mercado do Bom Sucesso     | Massarelos      | Nossa Senhora do Bom Sucesso |
| Mercado dos Bacalhoeiros   | São Nicolau     |                              |
| Mercado de Ferreira Borges | São Nicolau     | José Ferreira Borges         |

## Montes (2)
| Arruamento         | Freguesia(s) | Homenageia           |
| ------------------ | ------------ | -------------------- |
| Monte da Luz       | Foz do Douro | Nossa Senhora da Luz |
| Monte do Seminário | Bonfim       |                      |
|                    |              |                      |

## Parque (5)
| Arruamento                      | Freguesia(s)       | Homenageia     |
| ------------------------------- | ------------------ | -------------- |
| Parque da Cidade do Porto       | Aldoar e Nevogilde |                |
| Parque da Fundação de Serralves | Lordelo do Ouro    |                |
| Parque Oriental                 | Campanhã           |                |
| Parque S. Bartolomeu            | Foz do Douro       | São Bartolomeu |
| Parque Urbano da Pasteleira     | Lordelo do Ouro    |                |

## Passeios (3)
| Arruamento             | Freguesia(s)    | Homenageia            |
| ---------------------- | --------------- | --------------------- |
| Passeio das Fontainhas | Sé              |                       |
| Passeio das Virtudes   | Miragaia        |                       |
| Passeio de S. Lázaro   | Santo Ildefonso | São Lázaro de Betânia |

## Pátios (5)
| Arruamento                            | Freguesia(s)    | Homenageia                  |
| ------------------------------------- | --------------- | --------------------------- |
| Pátio das Escadas do Monte dos Judeus | Miragaia        | Escadas do Monte dos Judeus |
| Pátio das Japoneiras                  | Foz do Douro    |                             |
| Pátio de S. Salvador                  | São Nicolau     | Jesus de Nazaré             |
| Pátio do Bolhão                       | Santo Ildefonso |                             |
| Pátio do Bonjardim                    | Santo Ildefonso |                             |

## Pontes (6)
| Arruamento            | Freguesia(s)     | Homenageia                              |
| --------------------- | ---------------- | --------------------------------------- |
| Ponte da Arrábida     | Massarelos       |                                         |
| Ponte de Luiz I       | São Nicolau e Sé | Luís I de Portugal                      |
| Ponte do Infante      | Bonfim e Sé      | Infante Dom Henrique                    |
| Ponte de D. Maria Pia | Bonfim           | Maria Pia de Saboia, Rainha de Portugal |
| Ponte de São João     | Bonfim           | São João Batista                        |
| Ponte do Freixo       | Campanhã         |                                         |

## Postigo (1)
| Arruamento        | Freguesia(s) | Homenageia |
| ----------------- | ------------ | ---------- |
| Postigo do Carvão | São Nicolau  |            |

## Praças (53)
ver Anexo:Lista de praças do Porto

## Pracetas (26)
| Arruamento                           | Freguesia(s)                                                                           | Homenageia                  |
| ------------------------------------ | -------------------------------------------------------------------------------------- | --------------------------- |
| Praceta da Banda de Ramalde          | Ramalde                                                                                | Banda de Ramalde            |
| Praceta da Cidade da Praia           | Aldoar                                                                                 | Praia (Cabo Verde)          |
| Praceta das Mimosas                  | Paranhos                                                                               |                             |
| Praceta de Adelino Amaro da Costa    | Cedofeita                                                                              | Adelino Amaro da Costa      |
| Praceta de Augusto Gomes             | Aldoar                                                                                 | Augusto Gomes               |
| Praceta de Bernarda Ferreira Lacerda | Paranhos                                                                               | Bernarda Ferreira Lacerda   |
| Praceta de Eduardo Soares            | Aldoar                                                                                 | Eduardo Soares              |
| Praceta de Francisco Borges          | Paranhos                                                                               | Francisco Borges            |
| Praceta de Irene de Castro           | Campanhã                                                                               | Irene de Castro             |
| Praceta de João Augusto Ribeiro      | Lordelo do Ouro e Ramalde                                                              | João Augusto Ribeiro        |
| Praceta de José Régio                | Ramalde                                                                                | José Régio                  |
| Praceta de José Serra                | Campanhã                                                                               | José Serra                  |
| Praceta de Luís António Verney       | Aldoar                                                                                 | Luís António Verney         |
| Praceta de Públia Hortênsia          | Cedofeita                                                                              | Pública Hortênsia de Castro |
| Praceta de Ribeiro Sanches           | Aldoar                                                                                 | António Ribeiro Sanches     |
| Praceta de S. Mamede                 | Campanhã                                                                               | São Mamede de Cesareia      |
| Praceta do Dr. Jaime Cortesão        | Ramalde                                                                                | Jaime Cortesão              |
| Praceta do Maestro Afonso Valentim   | Campanhã                                                                               | Afonso Valentim             |
| Praceta do Maestro Resende Dias      | Campanhã                                                                               | Resende Dias                |
| Praceta do Mestre de Aviz            | Nevogilde                                                                              | D. João I                   |
| Praceta do Prof. Egas Moniz          | Aldoar                                                                                 | António Egas Moniz          |
| Praceta Egito Gonçalves              | União das freguesias de Cedofeita, Santo Ildefonso, Sé, Miragaia, S. Nicolau e Vitória | Egito Gonçalves             |
| Praceta Ernesto Veiga de Oliveira    | Aldoar                                                                                 | Ernesto Veiga de Oliveira   |
| Praceta João Glama                   | Campanhã                                                                               | João Glama                  |
| Praceta José Luís Nunes              | Paranhos                                                                               | José Luís Nunes             |
| Praceta Manuel Gonçalves Moreira     | Ramalde                                                                                | Manuel Gonçalves Moreira    |

## Rampa (1)
| Arruamento      | Freguesia(s) | Homenageia |
| --------------- | ------------ | ---------- |
| Rampa da Igreja | Foz do Douro |            |

## Rotundas (7)
| Arruamento                                 | Freguesia(s) | Homenageia                         |
| ------------------------------------------ | ------------ | ---------------------------------- |
| Rotunda Artur Cupertino de Miranda         | Campanhã     | Artur Cupertino de Miranda         |
| Rotunda Associação Empresarial de Portugal | Ramalde      | Associação Empresarial de Portugal |
| Rotunda do Bessa                           | Ramalde      | Estádio do Bessa                   |
| Rotunda do Freixo                          | Campanhã     |                                    |
| Rotunda Orfeão Universitário do Porto      | Campanhã     | Orfeão Universitário do Porto      |
| Rotunda Orlando Ribeiro                    | Paranhos     | Orlando Ribeiro                    |
| Rotunda Manuel Pinto de Azevedo Júnior     | Campanhã     | Manuel Pinto de Azevedo Júnior     |

## Ruas (1 387)
ver Anexo:Lista de ruas do Porto

## Terreiro (1)
| Arruamento     | Freguesia(s)                                                                           | Homenageia           |
| -------------- | -------------------------------------------------------------------------------------- | -------------------- |
| Terreiro da Sé | União das freguesias de Cedofeita, Santo Ildefonso, Sé, Miragaia, S. Nicolau e Vitória | Sé Catedral do Porto |

## Travessas (217)
ver Anexo:Lista de travessas do Porto

## Túneis (4)
| Arruamento          | Freguesia(s)       | Homenageia         |
| ------------------- | ------------------ | ------------------ |
| Túnel Goelas de Pau | Bonfim             |                    |
| Túnel da Ribeira    | São Nicolau        | Ribeira            |
| Túnel de Ceuta      | Vitória e Miragaia | Conquista de Ceuta |
| Túnel Antas I       | Campanhã           | Estádio das Antas  |
|                     |                    |                    |

## Vias (6)
| Arruamento                     | Freguesia(s)                          | Homenageia                  |
| ------------------------------ | ------------------------------------- | --------------------------- |
| Via de Cintura Interna         | Campanhã, Paranhos e Ramalde          |                             |
| Via do Almirante Gago Coutinho | Lordelo do Ouro, Massarelos e Ramalde | Carlos Viegas Gago Coutinho |
| Via do Castelo do Queijo       | Nevogilde                             | Castelo do Queijo           |
| Via Futebol Clube do Porto     | Campanhã                              | Futebol Clube do Porto      |
| Via Panorâmica                 | Lordelo do Ouro e Massarelos          |                             |
| Via Panorâmica Edgar Cardoso   | Lordelo do Ouro e Massarelos          | Edgar Cardoso               |

## Viadutos (2)
| Arruamento                   | Freguesia(s)    | Homenageia        |
| ---------------------------- | --------------- | ----------------- |
| Viaduto de Gonçalo Cristóvão | Santo Ildefonso | Gonçalo Cristóvão |
| Viaduto do Cais das Pedras   | Massarelos      |                   |

## Vielas (27)
| Arruamento                   | Freguesia(s)                                                                                    | Homenageia                                            |
| ---------------------------- | ----------------------------------------------------------------------------------------------- | ----------------------------------------------------- |
| Viela da Aldeia              | Campanhã                                                                                        |                                                       |
| Viela da Baleia              | União das freguesias de Cedofeita, Santo Ildefonso, Sé, Miragaia, S. Nicolau e Vitória          |                                                       |
| Viela da Bouça               | Paranhos                                                                                        |                                                       |
| Viela da Carvalhosa          | Cedofeita                                                                                       |                                                       |
| Viela da Companhia           | União das freguesias de Cedofeita, Santo Ildefonso, Sé, Miragaia, S. Nicolau e Vitória          | Companhia Geral de Agricultura e Vinhas do Alto Douro |
| Viela da Ilha do Ferro       | União das freguesias de Cedofeita, Santo Ildefonso, Sé, Miragaia, S. Nicolau e Vitória          | Ilha do Ferro                                         |
| Viela da Pedreira            | Bonfim e União das freguesias de Cedofeita, Santo Ildefonso, Sé, Miragaia, S. Nicolau e Vitória |                                                       |
| Viela da Senhora da Lapa     | Foz do Douro                                                                                    | Nossa Senhora da Lapa                                 |
| Viela das Andrezas           | Ramalde                                                                                         |                                                       |
| Viela de Bonjóia             | Campanhã                                                                                        |                                                       |
| Viela de Grijó               | Lordelo do Ouro                                                                                 |                                                       |
| Viela de Lamas               | Paranhos                                                                                        |                                                       |
| Viela de Maceda              | Campanhã                                                                                        |                                                       |
| Viela de S. Brás             | Cedofeita                                                                                       | São Brás de Sebaste                                   |
| Viela de Santana             | União das freguesias de Cedofeita, Santo Ildefonso, Sé, Miragaia, S. Nicolau e Vitória          | Santa Ana                                             |
| Viela do Anjo                | União das freguesias de Cedofeita, Santo Ildefonso, Sé, Miragaia, S. Nicolau e Vitória          |                                                       |
| Viela do Anjo da Guarda      | Santo Ildefonso                                                                                 |                                                       |
| Viela do Buraco              | São Nicolau                                                                                     |                                                       |
| Viela do Calvário            | Campanhã                                                                                        | Calvário                                              |
| Viela do Caminho Novo        | Foz do Douro                                                                                    |                                                       |
| Viela do Falcão              | Campanhã                                                                                        |                                                       |
| Viela do José da Mestra      | Massarelos                                                                                      | José da Mestra                                        |
| Viela do Meiral              | Campanhã                                                                                        |                                                       |
| Viela do Monte da Pena       | Massarelos                                                                                      | Monte da Pena                                         |
| Viela do Picoto              | Massarelos                                                                                      |                                                       |
| Viela do Sobreirinho         | Lordelo do Ouro                                                                                 |                                                       |
| Viela dos Abraços de Ramalde | Ramalde                                                                                         |                                                       |